# Ribotipia
La ribotipia è una metodologia genomica di tipizzazione batterica nel processo di diagnosi. La tecnica prevede l'utilizzo di sonde universali che mirano i domini specifici altamente conservati di rRNA.
Sfrutta la variabilità di:
- l'rRNA presente nelle diverse copie;
- la variabilità tra unità 16S e 23S;
- la variabilità tra distanziatori tra 16S e 23S.

Per ottenere la sequenza di questi frammenti di materiale genetico, la ribotipia prevede l'ausilio di altre tecniche per tagliare (Enzimi di restrizione), depurare, separare (elettroforesi), marcare (isotopi radioattivi) l'oggetto di studio.